# Dipodomys stephensi
Dipodomys stephensi е вид бозайник от семейство Торбести скокливци (Heteromyidae). Видът е застрашен от изчезване.

## Разпространение
Разпространен е в САЩ (Калифорния).